# Mesepiola specca
Mesepiola specca är en fjärilsart som beskrevs av Davis 1967. Mesepiola specca ingår i släktet Mesepiola och familjen knoppmalar. Inga underarter finns listade i Catalogue of Life.